# Kanał Sportowy
Kanał Sportowy – kanał internetowy o tematyce sportowej, założony pod koniec 2019 (zaczął działać 1 marca 2020).
Kanał został założony przez Krzysztofa Stanowskiego, Michała Pola, Mateusza Borka i Tomasza Smokowskiego. W 2023 Stanowski sprzedał udziały w spółce Maciejowi Wandzlowi, a we wrześniu 2024 z kanału odszedł Smokowski.
W październiku 2023 r. kanał miał 1,13 mln subskrybentów i była to największa liczba subskrypcji w historii kanału.
W styczniu 2024 r. kanał posiadał ponad 1,02 mln subskrybentów oraz łącznie ponad 689 milionów wyświetleń zamieszczonych tam materiałów. Kolejne 222 tysiące subskrybentów odnotował Kanał Sportowy Extra, zawierający dodatkowe materiały.

## Historia
Czterech polskich dziennikarzy sportowych: Mateusz Borek, Michał Pol, Tomasz Smokowski i Krzysztof Stanowski, pod koniec 2019 r. zdecydowało się stworzyć projekt z pogranicza internetowej telewizji i publicystyki sportowej w ramach kanału YouTube, wypromowanego za pomocą prywatnych profili w mediach społecznościowych (wówczas na Twitterze Borek miał 600 000, Pol ponad 500 000, Stanowski 250 000, a Smokowski niemal 150 000 obserwujących). Kilka dni po ogłoszeniu startu programu kanał miał ponad pięćdziesiąt tysięcy subskrypcji, a twórcy w tym czasie nie opublikowali żadnego filmu. W grudniu 2019 r. dziennikarze przeprowadzili świąteczną charytatywną transmisję na żywo, ale oficjalny start Kanału Sportowego odbył się 1 marca 2020. Do tego czasu liczba subskrypcji urosła do 80 tysięcy, a dwa dni później przekroczyła 100 tysięcy. Początkowo w projekt zainwestowano dwieście tysięcy złotych. Z powodu uruchomienia kanału część właścicieli musiała odejść ze swojej pracy w telewizji.
Pierwszym programem Kanału Sportowego była Misja Futbol, realizowana jako koprodukcja Onetu. Prowadzący przenieśli jego produkcję do własnego studia. Pierwszy odcinek oglądało na YouTube na żywo ok. 65 000 widzów. W kolejnych transmisjach seria zbliżała się do 100 000 widzów na żywo, a w trakcie Hejt Parku z selekcjonerem reprezentacji Polski w piłce nożnej Czesławem Michniewiczem transmisja na żywo w szczytowym momencie oglądało ponad 106 000 widzów. Od 2021 r. program pod nazwą Moc Futbolu jest realizowany samodzielnie przez Kanał Sportowy.
W czasie pandemii COVID-19 w ramówce pojawił się program Hejt Park, w którym w czasie transmisji widzowie mogą dzwonić do studia oraz zadawać pytania gościom i prowadzącemu. W Hejt Parkach zaczęły pojawiać się również gwiazdy niezwiązane ze sportem – w czerwcu 2021 r. najpopularniejsze były nagrania z Marcinem Najmanem, Jasiem Kapelą, Parisem Platynovem, Quebonafide, Sławomirem Mentzenem oraz Robertem Mazurkiem.
Inny autorski program Kanału Sportowego – Liga PL – 1 czerwca 2020 pojawił się również na antenie TVP Sport (była to cykliczna transmisja w każdy poniedziałek).
Na kanale sporadycznie pojawiają się transmisje na żywo z wydarzeń sportowych. 15 listopada wyemitowano pierwszą transmisję sportową na żywo – mecz klasy A pomiędzy KTS Weszło a Madziarem Nieporęt. W kwietniu 2021 r. poinformowano o transmisji niektórych meczów Ekstraligi rugby.
W lipcu i sierpniu 2021 r. kanał współpracował z Telewizją Polską podczas piłkarskich Mistrzostw Europy 2020. Codziennie, w dniu rozgrywania meczów, na antenie TVP Sport nadawany był autorski program nagrywany w studiu Kanału Sportowego. Jego dziennikarze występowali również na antenach TVP w roli ekspertów.
Kanał był patronatem medialnym gal federacji Fame MMA i Gromdy.
Od września 2021 r. prezesem Kanału Sportowego jest Maciej Sawicki, były piłkarz i sekretarz generalny PZPN w latach 2012–2021, który zastąpił na tym stanowisku Tomasza Smokowskiego. W październiu 2022 roku Kanał Sportowy uruchomił platformę streamingową.
13 października 2023 Krzysztof Stanowski opublikował oświadczenie o odejściu z Kanału Sportowego (z zachowaniem trzymiesięcznego okresu wypowiedzenia, z zastrzeżeniem, że strony mogły ustalić inaczej). W listopadzie 2023 sprzedał swoje udziały w spółce Maciejowi Wandzlowi.
9 września 2024 Tomasz Smokowski opublikował oświadczenie o odejściu z Kanału Sportowego.
1 sierpnia 2025 Maciej Sawicki przestał być prezesem Kanału Sportowego.

## Programy
Poniższa lista przedstawia cykle programowe, które znalazły się na Kanale Sportowym.
Lista obecnie emitowanych programów:

- Hejt Park
- Zebranie Zarządu
- Przesłuchanie
- Mój pierwszy raz
- Polowanie

(Magazyny Piłkarskie)
- Moc Futbolu (program zastąpił Misję Futbol)
- Loża Piłkarska
- Gra Ekstraklasa PKO Bank Polski Ekstraklasa
- LigaPL
- Najlepsza liga świata
- Najlepsze ligi europy
- KS Europa (program zastąpił  Bonjour Ligue 1, BundesTalk i Football, bloody hell)
- La Liga Bonita
- Przy espresso o Serie A (program zastąpił Curva Sud)
- Biało-Czerwony Alarm
- Borowisko
- Kowalove

(Magazyny o sportach walki)
- Oktagon Live
- Materiały promujące KSW
- Materiały promujące gale MB Promotions
- Materiały promujące gale EFM SHOW
- Materiały promujące gale Tymex Boxing Promotions

(Magazyny o Formule 1)
- Pol Position

Lista dawniej emitowanych programów:
- Dziennikarskie Zero
- Stanowisko
- Mazurek&Stanowski
- Trening z Kanałem Sportowym
- Domowy Futbol
- Gry i zabawy towarzyskie
- Mistrz i Małgorzata
- Edek Show
- Piechotą przez świat
- Comedy Park
- Generalnie
- Nie widzę przeszkód
- Potęga Sportu
- Dwóch tenorów
- Niedźwiedź Polarny
- Ani słowa o piłce
- Kanał Informacyjny
- Niech Gadają
- KS Poranek

(Magazyny Piłkarskie)
- Misja Futbol (zastąpiona przez Moc Futbolu)
- Moc Euro (podczas Euro 2020)
- Moc Mundialu (podczas MŚ 2022)
- Mundial non stop
- Do boju Polsko
- Mecz dnia (realizowany częściowo we współpracy z TVP Sport)
- Futbol i cała reszta
- Piłka Nocna
- Weszłopolscy
- Gorączka
- Magazyn piłki kobiecej
- Magazyn Lig Egzotycznych
- Espresso z Matim
- Smokowski i jego TOP 10
- Smokowski Sprawdza
- Jak kozacy w piłkę grali
- Sprintem przez mundiale
- Pierwsza Klasa
- Curva Sud (zastąpiony przez Przy espresso o Serie A)
- Football, bloody hell (zastąpiony przez KS Europa)
- BundesTalk (zastąpiony przez KS Europa)
- Bonjour Ligue 1 (zastąpiony przez KS Europa)
- Full English
- Polacy pod lupą
- Tylko Legia
- Barca Studio
- Skrzydłowy, bramkarz i łącznik

(Magazyny o sportach walki)
- Boxing Talk
- The Champ & The Coach
- Moje wielkie walki
- W ringu
- Hardkorowy Koksu FM
- Hiena on tour
- Materiały promujące gale Gromda
- Materiały promujące gale Fame MMA

(Magazyny E-sportowe)
- Siedmiu Wspaniałych
- Raport z E-boiska

(Magazyny o Skokach Narciarskich)
- Program Wysokich Lotów

(Magazyny o sportach motorowych)
- Park Maszyn
- Akademia Mistrzów

(Magazyny o Tenisie)
- Cały ten tenis

(Magazyny Koszykarskie)
- Program do kosza

(Magazyny Siatkarskie)
- Siat-mat

(Magazyny o Szachach)
- Królewska Gra

(Magazyny o Piłce Ręcznej)
- SuperZręczni

## Zespół
Lista dziennikarzy i stałych ekspertów (w tym osoby dawniej związane z kanałem):

- Maciej Sawicki (od września 2021 do lipca 2025 prezes Kanału Sportowego[14])
- Tomasz Smokowski (właściciel, 2019–2024, w latach 2019–2021 prezes Kanału Sportowego[14])
- Mateusz Borek (właściciel)
- Michał Pol (właściciel)
- Maciej Wandzel (właściciel, od 2023[17])
- Krzysztof Stanowski (były właściciel, 2019–2023[17])
- Wojciech Kowalczyk
- Edward Durda (2020–2023[28])
- Tomasz Lipiński
- Janusz Pindera
- Przemysław Rudzki (do 2023[29])
- Łukasz Trałka
- Piotr Nowak (2021[30])
- Dariusz Szpakowski
- Andrzej Strejlau
- Janusz Michallik
- Małgorzata Domagalik (od 2021[31])
- Przemysław Saleta (2020[32])
- Iwona Niedźwiedź
- Marcin Wrzosek
- Adam Skórnicki
- Robert Mazurek (2021–2023[33])
- Artur Wichniarek
- Robert Podoliński
- Igor Lewczuk
- Maciej Dąbrowski (2023[34], 2023–2024[35][36])
- Piotr Kędzierski
- Maciej Buchwald
- Marcin Żewłakow

## Znaczenie i wpływ na media tradycyjne
Podczas kryzysu epidemicznego wpływ COVID-19 na globalny sport relacjonowano na Kanale Sportowym w regularnych transmisjach od 9 marca, prowadząc wywiady z piłkarzami, trenerami i najważniejszymi osobami polskiej piłki, natomiast Canal+ Sport i Eleven skorzystały z takiego rozwiązania tydzień później. Telewizje powielające rozwiązania wykorzystane już w projekcie Borka, Pola, Smokowskiego i Stanowskiego uzyskiwały znacznie mniejsze zainteresowanie.